# Neo Faust
Neo Faust (ネオ・ファウスト, Neo fausuto) is een seinen manga van Osamu Tezuka. Hij werd oorspronkelijk uitgegeven in de krant Asahi Shimbun in 1988 en is een van Tezuka's laatste werken.
Neo Faust is Tezuka's derde werk geïnspireerd door Goethe's Faust.. Tezuka had in 1984 de productie van een animefilm gebaseerd op het Faustverhaal aangekondigd, maar het project werd nooit afgewerkt. Daarna besloot hij om er onder de titel Neo Faust een driedelige manga van te maken. Het eerste deel werd uitgegeven van 1 januari 1988 tot 11 november 1988. Het tweede deel verscheen van 9 december tot 16 december en bleef onvolledig. Tijdens het tekenen van de strip ontwikkelde Tezuka maagkanker. Door zijn dood op 9 februari 1989 werd Neo Faust nooit afgewerkt.
In 2016 vertaalde Éditions FLBLB de strip naar het Frans.

## Verhaal
Professor Ichinoseki is al 50 jaar op zoek naar de waarheid van het universum. In 1970 wordt hij er zo wanhopig van dat hij zelfmoord overweegt. Wanneer de tovenares Mephist verschijnt, sluit Ichinoseki een contract met haar af: in ruil voor een nieuw leven verkoopt hij zijn ziel aan de duivel.